# Villanuova sul Clisi
Villanuova sul Clisi är en ort och kommun i provinsen Brescia i regionen Lombardiet i Italien. Kommunen hade 5 812 invånare (2018).